# Charles Juchault des Jamonières
Charles Arthur Joseph Christophe Juchault des Jamonières (* 18. April 1902 in Le Cellier; † 16. August 1970 in Saint-Herblain) war ein französischer Sportschütze.
1967 wurde ihm der Titel eines Barons verliehen.

## Erfolge
Charles des Jamonières nahm dreimal an Olympischen Spielen teil. Bei den Olympischen Spielen 1936 in Berlin beendete er zwar den Wettbewerb mit der Schnellfeuerpistole nicht, belegte dafür aber mit der Freien Pistole mit 540 Punkte den dritten Platz hinter Torsten Ullman und Erich Krempel und gewann damit die Bronzemedaille. 1948 belegte er in London mit der Schnellfeuerpistole den zehnten Platz. In Melbourne kam er 1956 mit der Freien Pistole nicht über den 20. und mit der Schnellfeuerpistole nicht über den 27. Platz hinaus.
Bei Weltmeisterschaften sicherte sich des Jamonières zwischen 1925 und 1933 zehn Medaillen. Mit der Freien Pistole gewann er zunächst 1925 in St. Gallen Bronze im Mannschaftswettbewerb, ehe er 1927 in Rom auch im Einzel Dritter wurde. Drei Jahre darauf verbesserte er sich in Loosduinen im Einzel auf den zweiten Platz, während er mit der Mannschaft nochmals Bronze gewann. 1929 erreichte er in Stockholm zum nunmehr dritten Mal den Bronzerang mit der Mannschaft. 1930 wurde er schließlich in Antwerpen mit ihr erstmals Vizeweltmeister und wiederholte diesen Erfolg sowohl 1931 in Lwów als auch 1933 in Granada. Darüber hinaus belegte er 1933 auch im Einzel mit der Freien Pistole den zweiten Platz. Mit der Schnellfeuerpistole gewann er dagegen seinen ersten und einzigen Weltmeistertitel.